# Sven Söderberg (direktör)
Sven Per Olof Ragnarsson Söderberg, född 30 april 1928 i Engelbrekts församling, Stockholms stad, död 7 maj 2004 i Oscars församling, Stockholms län, var en svensk civilekonom, verkställande direktör och ordförande i det av familjen Söderberg kontrollerade investmentbolaget Ratos och i Söderberg & Haak AB. 
De företag där Söderberg ingått i styrelsen inkluderar ASEA/ABB, Incentive, Esselte, Stora Kopparberg samt Skandia. Han var under många år Skandias ordförande, inklusive den period när de omdiskuterade bonusprogrammen i bolagen infördes; han tycks ha haft en roll när det gäller att ta bort beloppsbegränsningen i ett av programmen.
Söderberg var löjtnant i Göta artilleriregementes reserv, riddare av Vasaorden och kommendör av norska Sankt Olavs Orden.
Sven Söderberg var liksom före honom hans far och farfar generalkonsul för Norge.
Sven Söderberg var son till generalkonsuln Ragnar Söderberg och hans maka i första äktenskapet Ingegerd Söderberg, född Wallenberg (1901 1990). Han var från 1952 gift med Agneta Söderberg, ogift Almqvist (född 1930), dotter till överingenjör Harald Almqvist och hans hustru Märta, född Lange. De hade sonen 
Per-Olof Söderberg (född 1955), som sedan 2000 är medlem av Ratos styrelse.
Sven Söderberg är gravsatt på Galärvarvskyrkogården i Stockholm.

## Utmärkelser
- Ekonomie hedersdoktor vid Handelshögskolan i Stockholm (ekon.dr h.c.) 2001